# Joanna Karpowicz
Joanna Karpowicz (ur. 27 lipca 1976 w Krakowie) – autorka komiksów, malarka, ilustratorka. W swoich pracach komiksowych bazuje wyłącznie na tradycyjnych technikach malarskich. Jej ulubioną techniką jest akryl na płótnie i na papierze. Autorka malarskiego cyklu z postacią Anubisa.

## Życiorys
Urodziła się w Krakowie w rodzinie malarskiej. Jej rodzicami byli Anna Karpowicz-Westner (z domu Wiejak) i Sławomir Karpowicz, profesor Akademii Sztuk Pięknych w Krakowie. Rodzina z córkami Katarzyną i Joanną mieszkała i pracowała w pracowni przy ulicy Piłsudskiego, które uprzednio było pracownią Olgi Boznańskiej. Absolwentka Wydziału Malarstwa krakowskiej Akademii Sztuk Pięknych – dyplom z wyróżnieniem w pracowni prof. Leszka Misiaka. Uprawia malarstwo fabularne. Do często wykorzystywanych przez Karpowicz motywów należą pejzaże nocnego miasta i środki lokomocji.

## Komiksy – albumy pełnometrażowe
- 2003 – Szminka, scen. Jerzy Szyłak, wydawnictwo Mandragora, ISBN 83-89036-64-9
- 2005 – Jutro będzie futro (1), album komiksowy, wyd. Atropos, ISBN 83-920740-2-5
- 2012 – Pocztówki z Białegostoku, album autorski, wyd. Centrum im. Ludwika Zamenhofa Białystok, ISBN 978-83-932491-8-3
- 2017 – Kwaśne jabłko, scen. Jerzy Szyłak, wyd. Timof Comics, ISBN 978-83-65527-52-3
- 2017 – Anastazja (1), scen. Magdalena Lankosz, wyd. Kultura Gniewu, ISBN 978-83-64858-77-2
- 2017 – Anubis (artbook), wyd. Centrala Ltd, ISBN 978-0-9933951-6-1
- 2019 – Anastazja (2), scen. Magdalena Lankosz, wyd. Kultura Gniewu, ISBN 978-83-66128-25-5
- 2021 – Anubis. Thin Places (artbook), wyd. Timof Comics, ISBN 978-83-66347-20-5

### Prace komiksowe w antologiach i innych wydawnictwach
- 2002 – Ech, życie, scen. autorski, krótka forma komiksowa wyróżniona publikacją w katalogu wystawy konkursowej Międzynarodowego Festiwalu Komiksu w Łodzi 2002, wyd. Łódzki Dom Kultury, ISSN 1508-8685
- 2003 – Biblioteka, scen. autorski, krótka forma komiksowa wyróżniona publikacją w katalogu wystawy konkursowej Międzynarodowego Festiwalu Komiksu w Łodzi 2003, wyd. Łódzki Dom Kultury, ISSN 1508-8685
- 2006 – Staruorzzz. Stare Klisze, antologia rumuńsko – polska, Tajna Organizacja Kiepski Żart (wydawnictwo niezależne, zin, bez ISBN)
- 2007 – Kompot, antologia komiksowa, wyd. Kultura Gniewu, ISBN 978-83-60915-24-0
- 2012 – Pięć losowych lekcji (Five Random Lessons), krótka forma komiksowa, scen. autorski, opublikowana w Polish Female Comics – double portrait, antologia komiksowa, wyd. Fundacja Tranzyt i Centrala – Central Europe Comics Art, ISBN 978-83-934751-7-9
- 2012 – Bezpieczne miejsce, krótka forma komiksowa, scen. autorski, opublikowana w Polski Komiks Kobiecy, monografii Kingi Kuczyńskiej, wyd. Timof Comics, ISBN 978-83-61081-69-2
- 2013 – The Desperate Case of Bateson George, krótka forma komiksowa, scen. Mateusz Wiśniewski. Komiks nagrodzony w Międzynarodowym Komkursie Komiksu Niemego Ligatura 2013.
- 2013 – Następne zdjęcie, krótka forma komiksowa, scen. Tomas Kucerovski, opublikowana w antologii City Stories 2013, wyd. Stowarzyszenie Twórców Contur, ISBN 978-83-933021-6-1
- 2013 – Dobranoc, Miasto Łódź, krótka forma komiksowa, scen. autorski, opublikowana w antologii City Stories 2013, wyd. Stowarzyszenie Twórców Contur, ISBN 978-83-933021-6-1
- 2013 – Tryptyk Bałucki, krótka forma komiksowa, scen. Robert Popielecki, opublikowana w antologii City Stories 2013, wyd. Stowarzyszenie Twórców Contur, ISBN 978-83-933021-6-1
- 2014 –  Lepsze życie, krótka forma komiksowa, scen. Karol Konwerski, opublikowana w magazynie SMASH[3] (nr.2 / 2014)
- 2014 – Koń świata, scen. Grzegorz Janusz, krótka forma komiksowa wyróżniona publikacją w katalogu wystawy konkursowej Międzynarodowego Festiwalu Komiksów i Gier w Łodzi 2014, ISBN 978-83-940533-0-7
- 2014 – Życie toczy się dalej, scen. Daniel Gizicki, krótka forma komiksowa opublikowana w antologii Postapo, wyd. Dolna Półka, ISBN 978-83-63963-83-5
- 2016 – To nie jest kraj dla starych bogów, scen. Daniel Gizicki, krótka forma komiksowa wyróżniona publikacją w katalogu wystawy konkursowej Międzynarodowego Festiwalu Komiksów i Gier w Łodzi 2016, ISBN 978-83-940533-0-7

Prace Joanny Karpowicz znajdują się w zbiorach Muzeum Historii Żydów Polskich POLIN.

## Wystawy indywidualne
- 2003 – Pokój 666, Art Agenda Nova[4], Kraków
- 2008 – Środki lokomocji, Cafe Szafe, Kraków
- 2013 – Anubis, mój przyjaciel, Galeria Łącznik, Kraków
- 2016 – Anubis, Galeria Raven[5], Kraków
- 2017 – LA Woman, Galeria Sztuki Współczesnej[6] Artemis
- 2019 – Anubis w podróży, Galeria Sztuki Współczesnej[6] Artemis
- 2020 – Powrót, Galeria Sztuki Współczesnej[6] Artemis
- 2021 – Papiery wartościowe, Galeria Sztuki Współczesnej[6] Artemis

## Wystawy zbiorowe
- 2006 – Comic nach polnisher art, kurator: Artur Wabik, Galeria Spedition (Bremma)
- 2011 – Komiks. Legendy miejskie, kuratorka: Monika Kozioł, Muzeum Sztuki Współczesnej MOCAK[7] w Krakowie
- 2012 – Double Portrait – projekt kuratorski Central Europe Comic Art[8], Budapeszt, Ryga, Kowno.
- 2014 – Strange Stories - projekt kuratorski Galerii Sztuki Stalowa[9] (Warszawa) i Meno Galerija, (Kowno)
- 2014 – 4 x Karpowicz, kuratorka: Zofia Kruk, Galeria Raven, Kraków
- 2015 – Mój kraj taki piękny, kurator: Sebastian Frąckiewicz, Galeria Miejska Arsenał, Poznań
- 2017 – Krew. Łączy i dzieli, kuratorka: dr Małgorzata Stolarska-Fronia, Muzeum Historii Żydów Polskich POLIN
- 2017 – Artyści z Krakowa. Generacja 1970 – 1979, kuratorki: Monika Kozioł i Delfina Jałowik, Muzeum Sztuki Współczesnej MOCAK[7] w Krakowie
- 2018 – Teraz Komiks!, kuratorzy: Wojciech Jama, Tomasz Trzaskalik, Artur Wabik, Muzeum Narodowe w Krakowie.
- 2019 – Komiks polski na SoBD w Paryżu, kurator: Piotr Machłajewski, Le Salon de la BD à Paris 2019[10]
- 2020 – Slovo a obraz. Súčasný poľský komiks, kurator: Piotr Machłajewski, Instytut Polski w Bratysławie[11]
- 2022 – La bande dessinée polonaise au Festival d'Angoulême, kurator: Piotr Machłajewski, Le Pavillon d'Angoulême[12]
- 2022 – La bande dessinée polonaise à la Fête de la BD à Bruxelles, kurator: Piotr Machłajewski, La Fête de la BD (BD Comic Strip Festival) Bruksela[13]

## Ilustracje
Malarskie ilustracje Karpowicz publikowały Wysokie Obcasy (cykl Historie miłosne, 2015), Wydawnictwo Literackie (okładki wznowień i premier książek Gai Grzegorzewskiej), Zwykłe Życie, Magazyn Pismo, Draft Publishing, Kos Film (autorski plakat do filmu Ptaki śpiewają w Kigali), Studio Rewers i Aurum Film.